# 利贝库尔
利贝库尔（法語：Libercourt，法語發音：[libɛʁkuʁ]）是法国上法兰西大区加来海峡省的一个市镇，位于该省东北部，属于朗斯区。

## 地理
利贝库尔（50°29'2"N, 3°0'50"E）面积6.6 平方千米，位于法国上法蘭西大區加来海峡省，该省份为法国北部沿海省份，西北濒北海，南至索姆省，东临北部省。
与利贝库尔接壤的市镇（或旧市镇、城区）包括：卡朗博地区康凡、瓦尼、法朗潘、瓦阿尼、卡尔万。

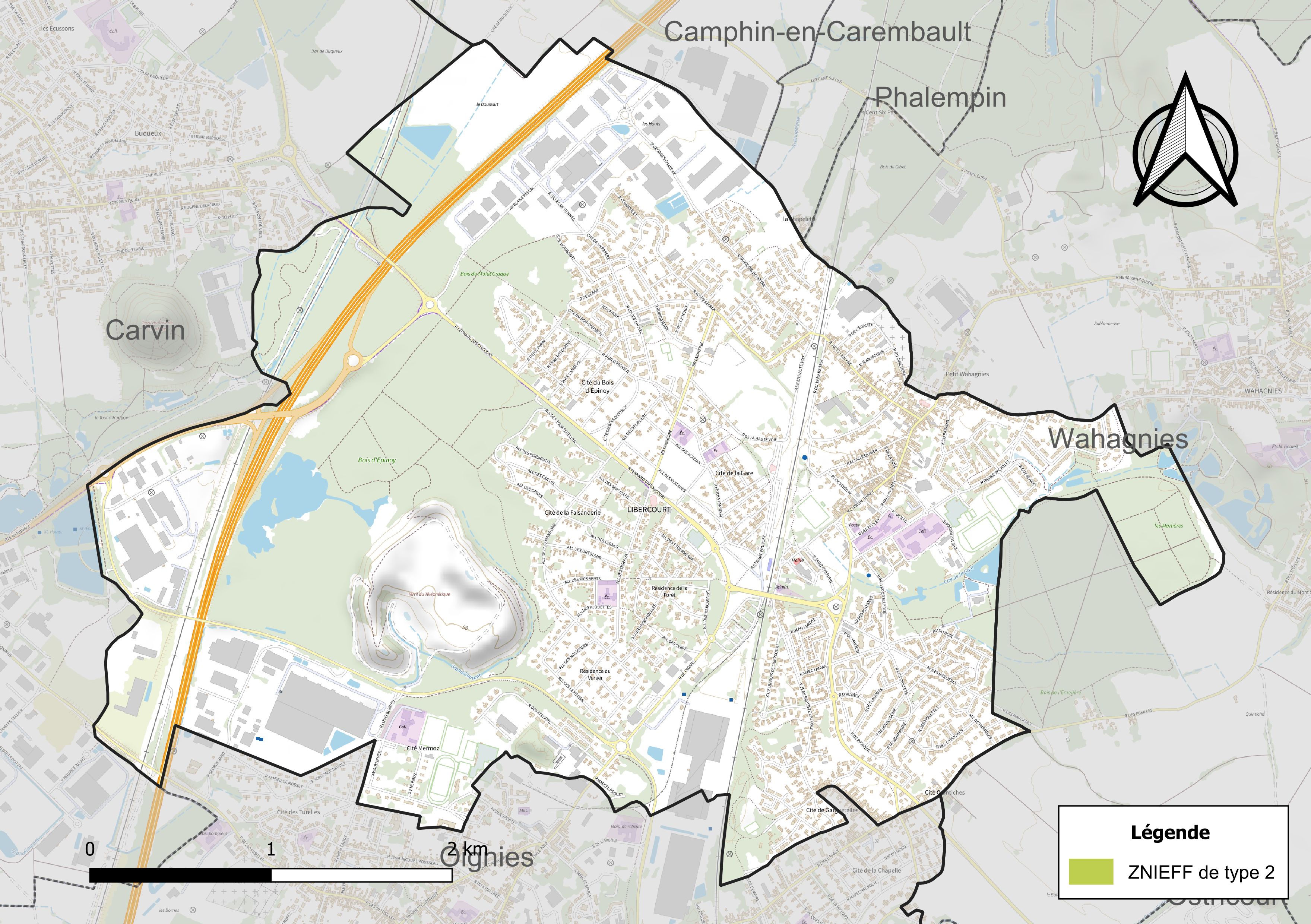
利贝库尔的OSM定位图

利贝库尔的时区为UTC+01:00、UTC+02:00（夏令时）。

## 行政
利贝库尔的邮政编码为62820，INSEE市镇编码为62907。

## 政治
利贝库尔所属的省级选区为卡尔万县。

## 人口

1962-2008年间利贝库尔人口变化图示

利贝库尔于2022年1月1日时的人口数量为8047人。